# Amedeo Bassi
Amedeo Bassi (Montespertoli, 29 luglio 1872 – Firenze, 14 gennaio 1949) è stato un tenore italiano.

## Biografia
Nato a Montespertoli, di umili origini, Bassi studiò canto nella vicina Firenze alla scuola privata del marchese Corrado Pavesi Negri. Tenore lirico spinto, voce solida, registro acuto e dal fraseggio incisivo, Bassi fece il suo debutto a Castelfiorentino nell'opera Ruy Blas di Filippo Marchetti nel 1897, con un caloroso successo che si ripeté negli anni successivi a Firenze al Teatro Arena Nazionale e quindi al Teatro Pagliano nelle sue interpretazioni nella Lucrezia Borgia di Gaetano Donizetti, nel Rigoletto di Giuseppe Verdi e ne La bohème di Giacomo Puccini.

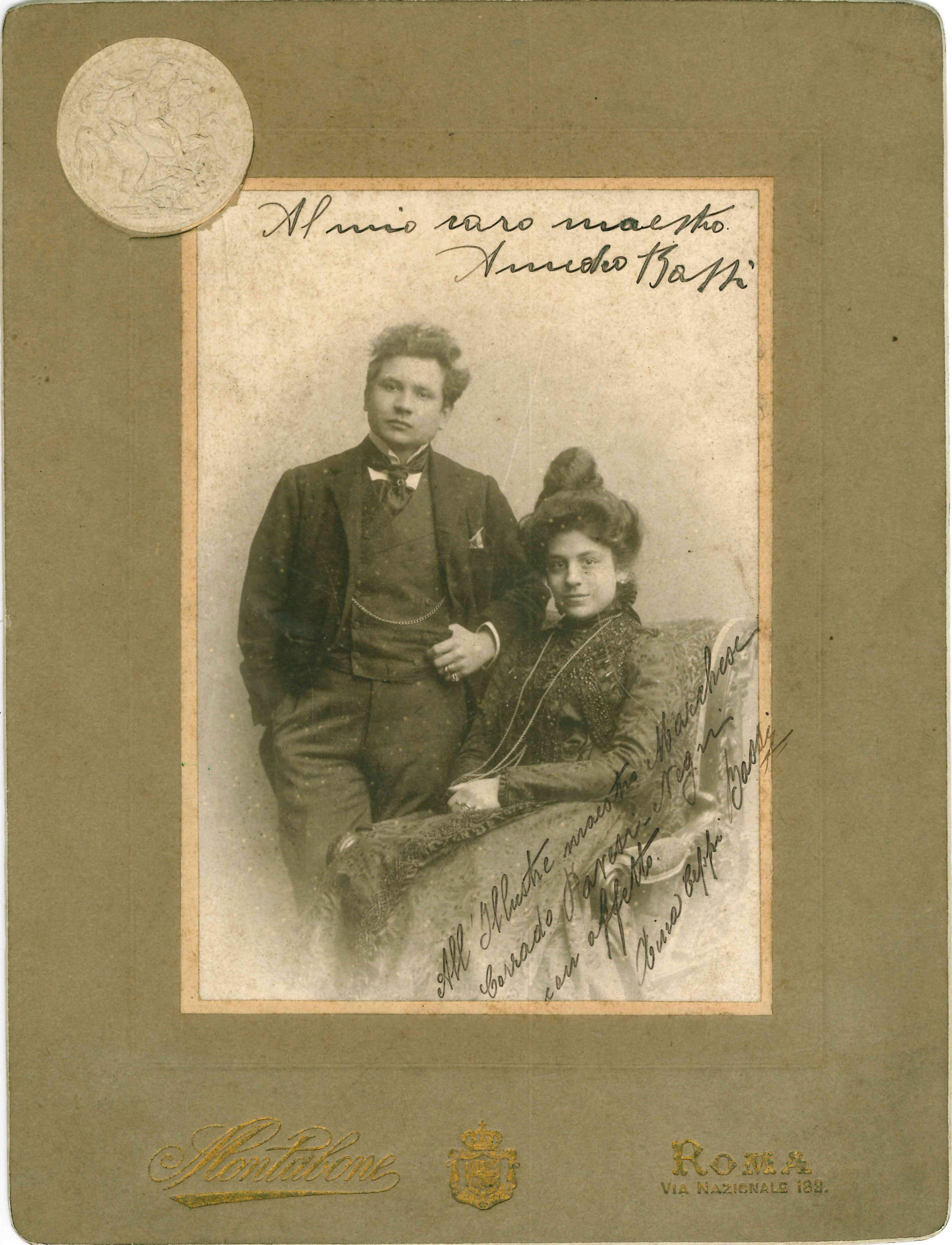
Amedeo Bassi con la moglie, la pianista Rina Ceppi

Bassi si affermò rapidamente agli inizi del Novecento come uno dei più celebri interpreti del repertorio dell'opera verista italiana, partecipando tra l'altro alla prima rappresentazione di numerose opere:
- Medioevo latino di Ettore Panizza (Genova, Teatro Politeama Genovese, 17 nov. 1900);
- Le maschere di Pietro Mascagni (Roma, Teatro Costanzi, 17 genn. 1901)[2];
- Lorenza di Edoardo Mascheroni (Roma, Teatro Costanzi, 13 apr. 1901);
- Amica di Pietro Mascagni (Montecarlo, 16 marzo 1905)[3];
- Siberia di Umberto Giordano (Parigi, Teatro Sarah Bemhardt, 4 maggio 1905);
- Mademoiselle de Belle-Isle di Spiro Samara (Genova, Teatro Politeama Genovese, 9 nov. 1905);
- Tess di Frédéric Alfred d'Erlanger (Napoli, Teatro di San Carlo, 9 aprile 1906);
- Aurora di Ettore Panizza (Buenos Aires, Teatro Colón, 5 sett. 1908).[4]

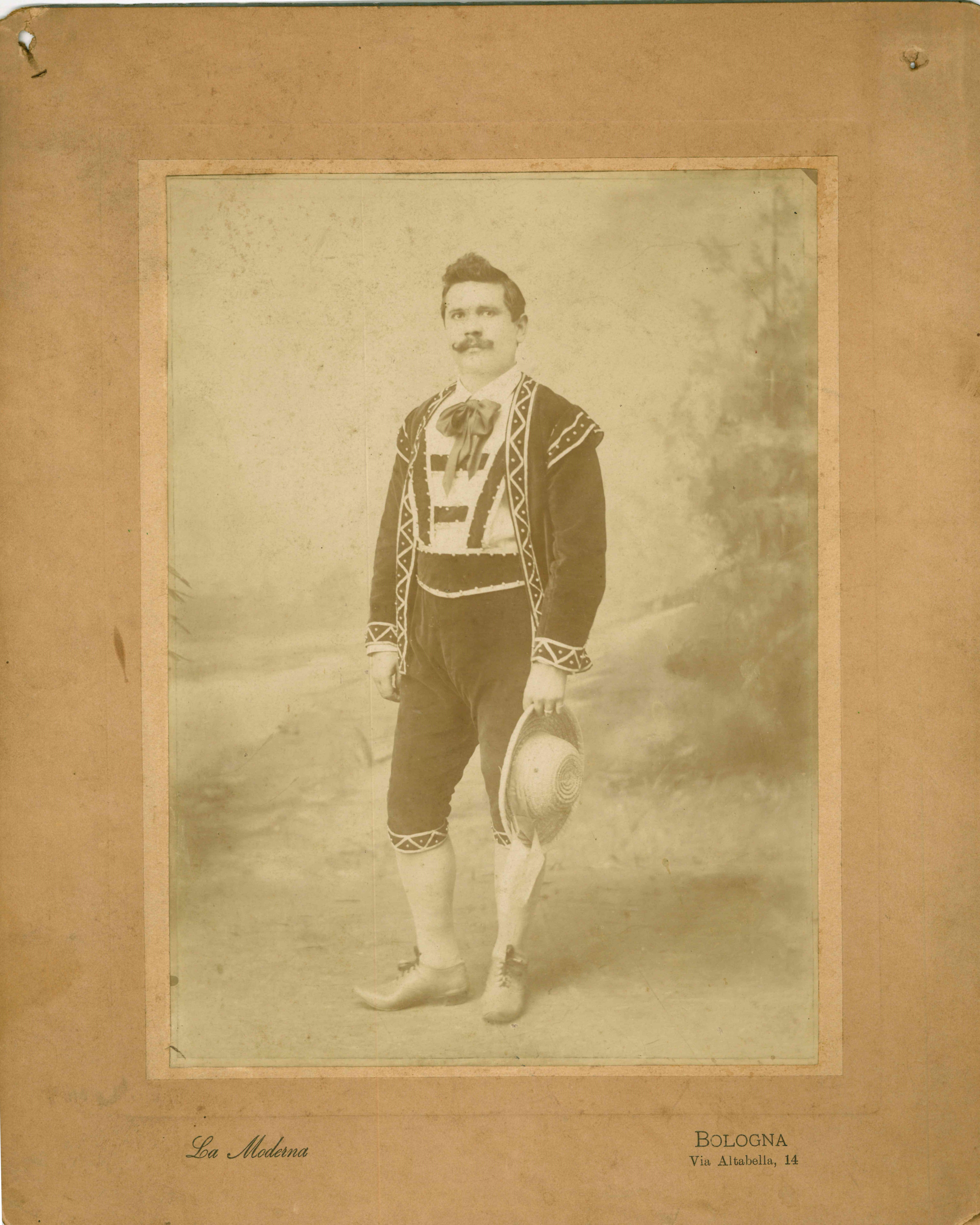
Amedeo Bassi nel ruolo di Elvino in La Sonnambula (Bologna 1899)
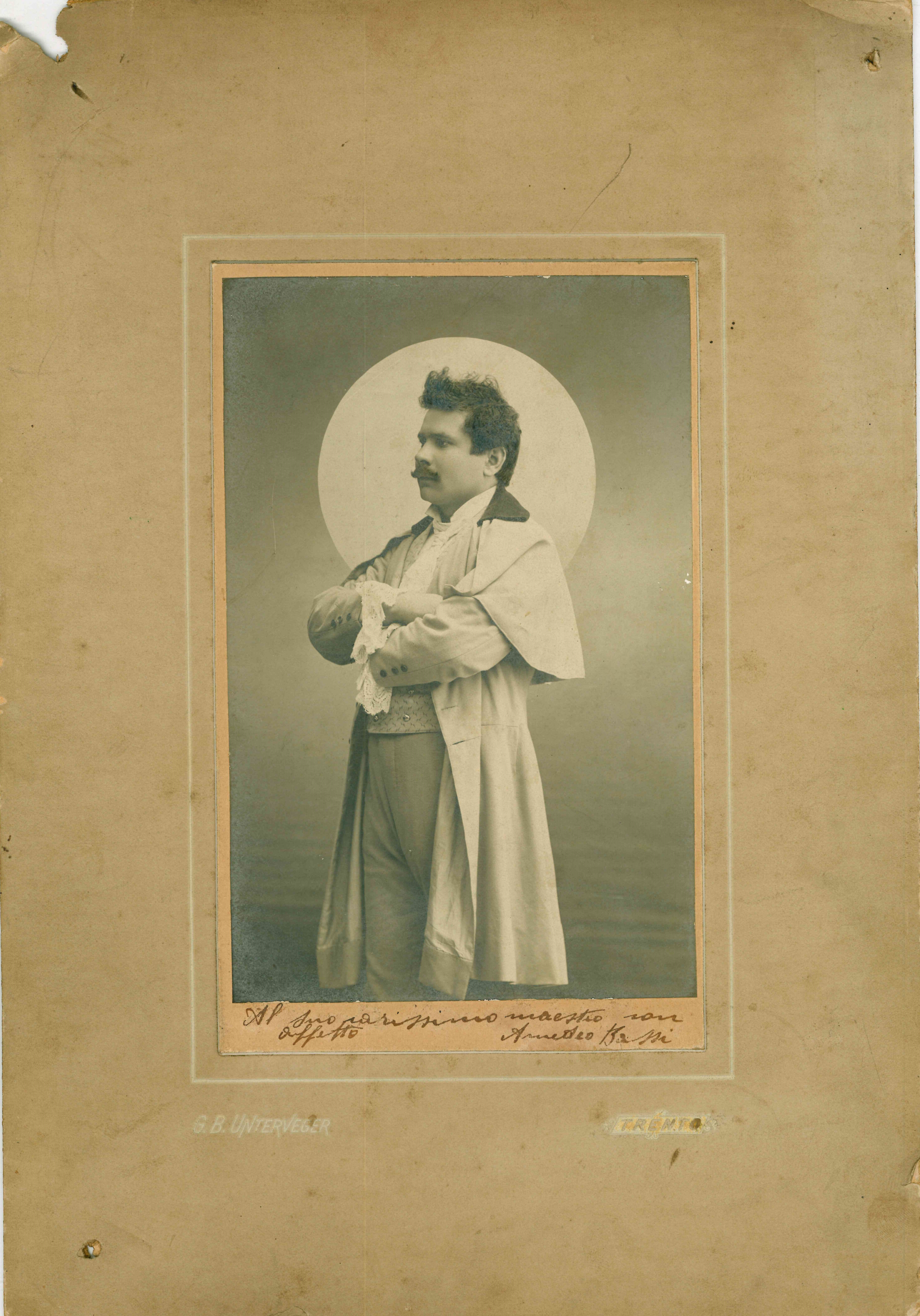
Amedeo Bassi nel ruolo di Cavaradossi nella Tosca di G. Puccini (Trento 1900)
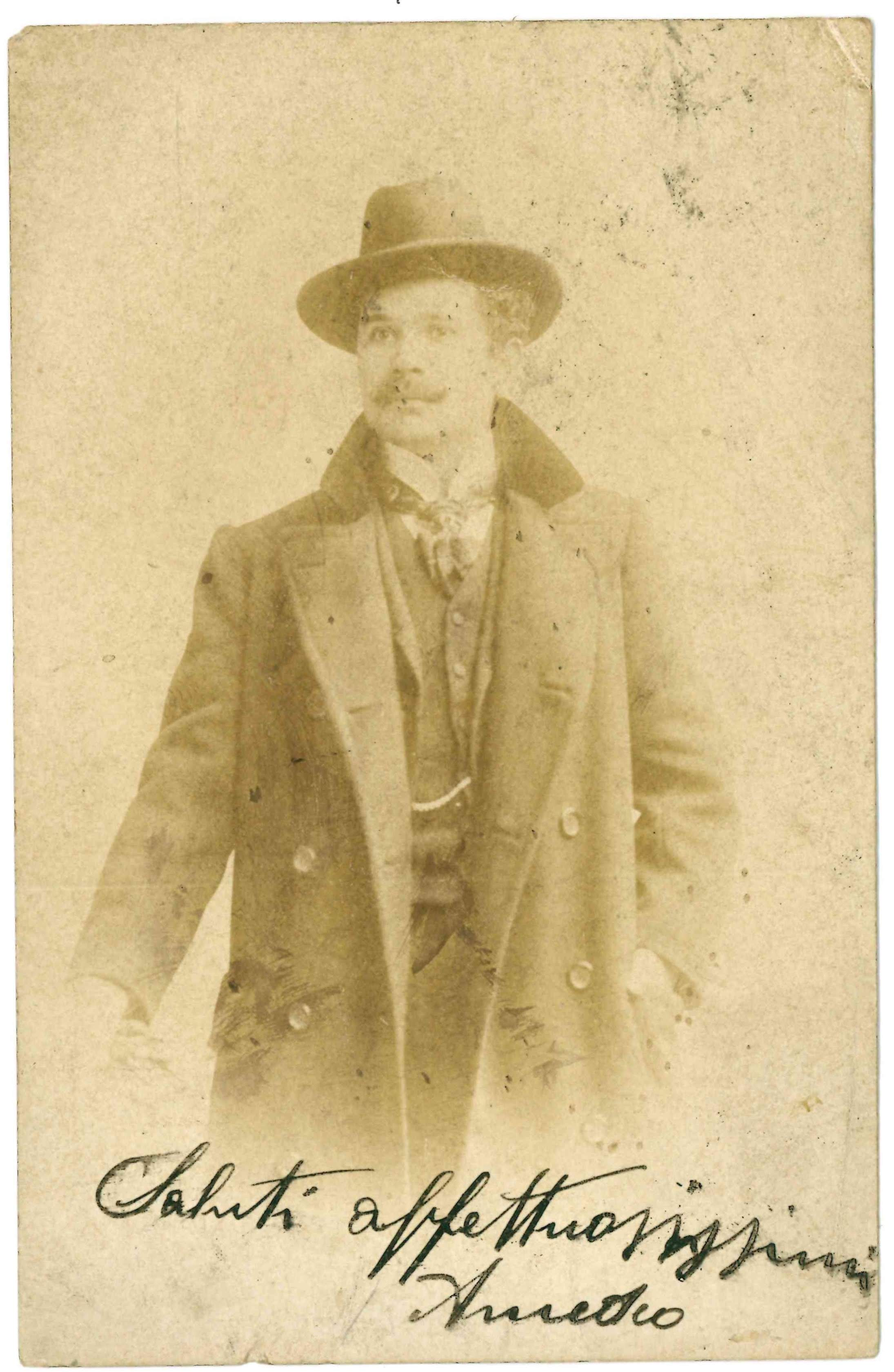
Cartolina postale con ritratto di Amedeo Bassi
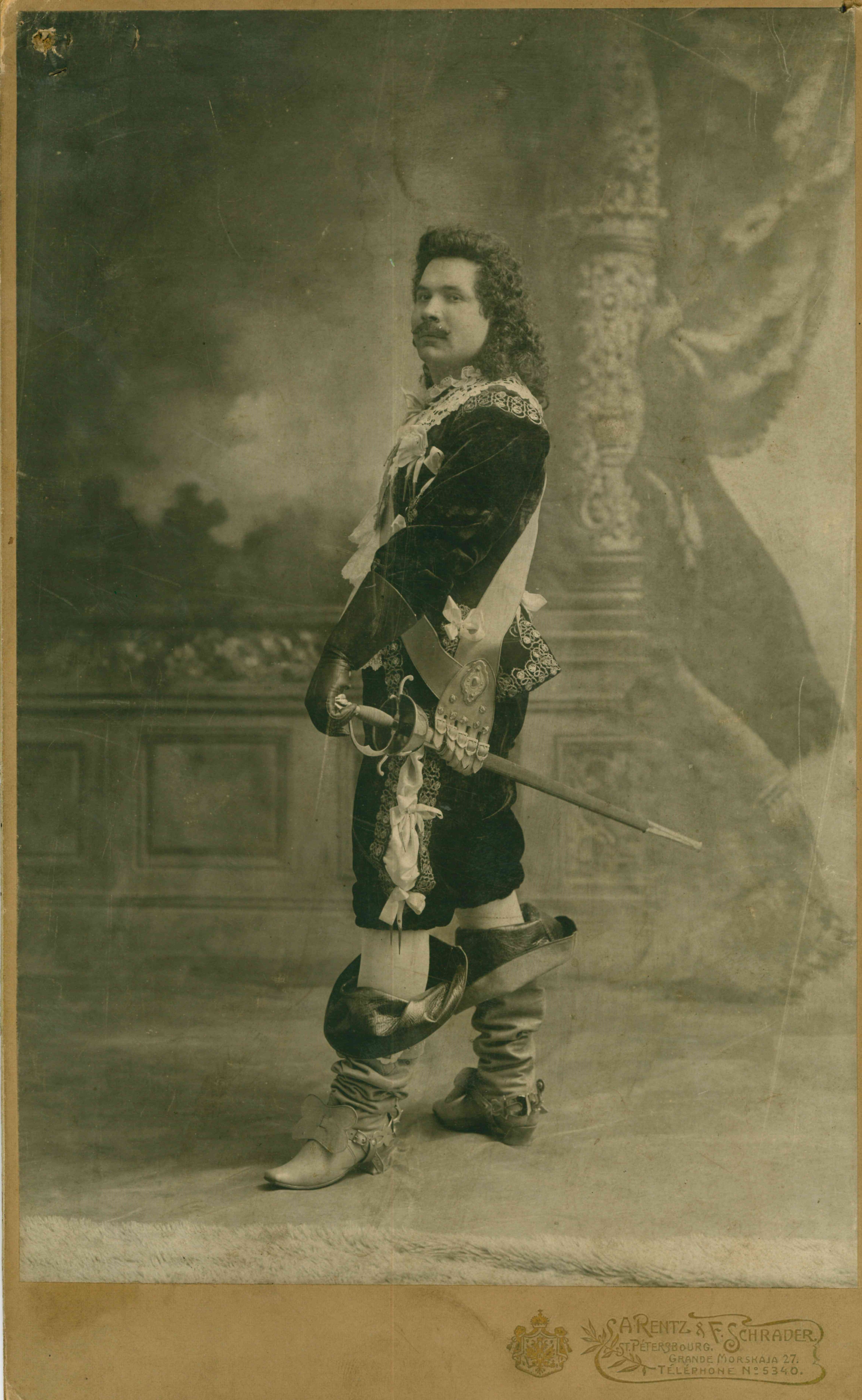
Amedeo Bassi in Ernani di G. Verdi (San Pietroburgo 1903)
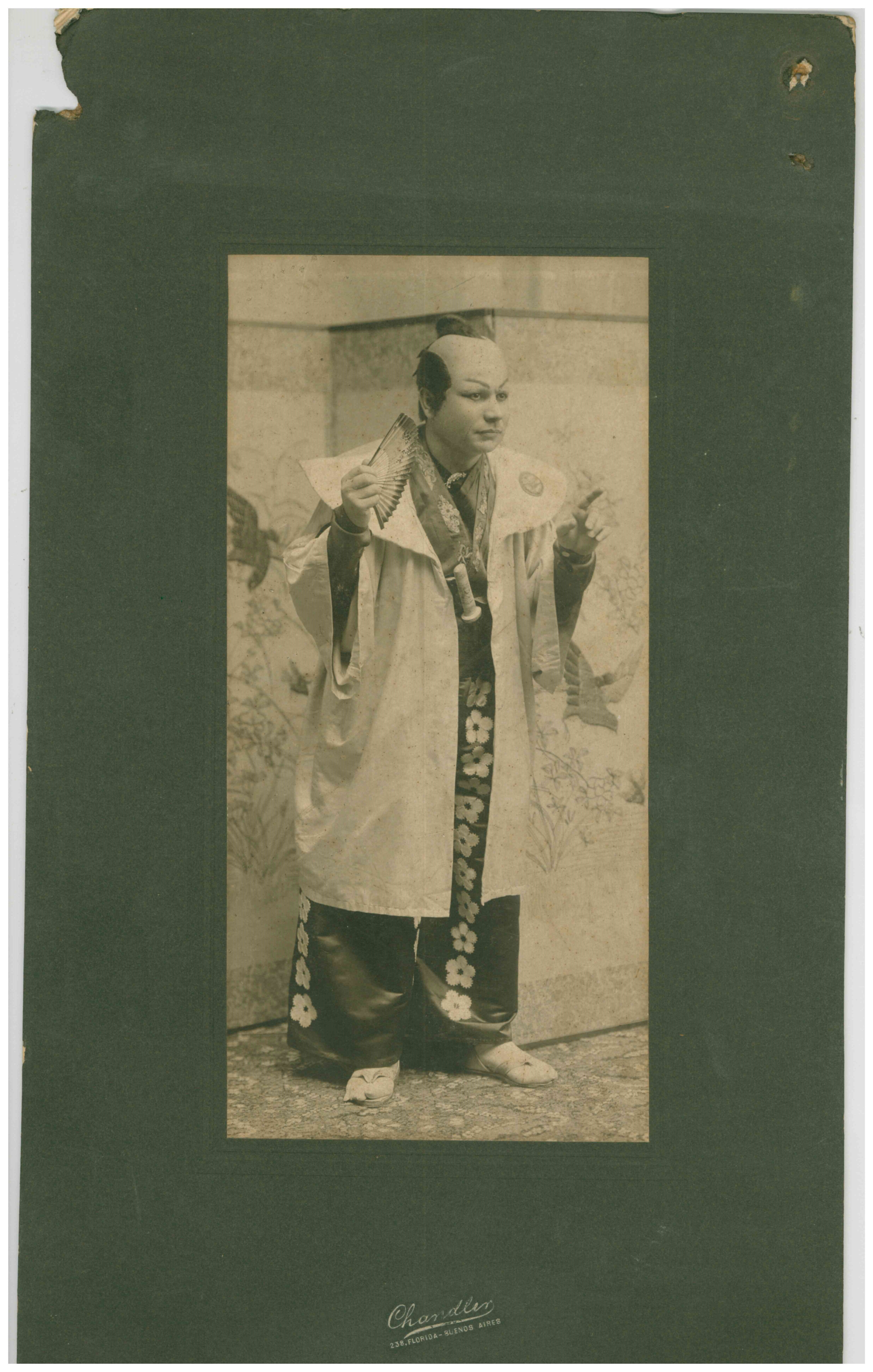
Ritratto di Amedeo Bassi interprete in Iris di Pietro Mascagni (1904)

Bassi fu anche acclamato cantante pucciniano e primo interprete italiano nel ruolo di Dick Johnson in La fanciulla del West nella stagione 1911. La carriera di Bassi si svolse con vivo successo, oltre che in patria (Milano, Roma, Napoli, Firenze, Ravenna, Livorno, Bologna, Pisa, Lecce, Trapani, Carrara), nei principali teatri internazionali: in Inghilterra (Londra), Russia (San Pietroburgo, Odessa), Spagna, Francia (Parigi), Austria (Vienna), Stati Uniti (New York, Chicago) e America Latina (Buenos Aires, Montevideo, La Plata, Rio de Janeiro, Valparaíso, Santiago del Cile). Nel 1910 prese parte, al Covent Garden di Londra, allo spettacolo di gala per l'incoronazione di re Giorgio V del Regno Unito. Verso la fine della carriera si dedicò prevalentemente al repertorio wagneriano, in Italia e all'estero, in Parsifal, La Valchiria e Lohengrin. Lasciate le scene dopo il 1926, Bassi si ritirò a Firenze dove insegnò canto ed ebbe come allievo fra gli altri anche il celebre tenore Ferruccio Tagliavini.
Del cantante sopravvivono numerose incisioni di arie d'opera, realizzate tra il 1904 e il 1912 circa dalla Pathé (Parigi, Milano) e da Fonotipia (Milano).

## Repertorio

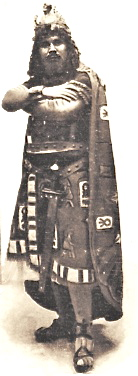
Amedo Bassi in Aida di Giuseppe Verdi

- Filippo Marchetti
  - Ruy Blas
- Baron Frederic D'Erlanger
  - Tess (opera)
- Giuseppe Verdi
  - Aida
  - Rigoletto
  - Ernani
  - Il trovatore
  - I vespri siciliani
- Giacomo Puccini
  - Tosca
  - La fanciulla del West
  - La bohème
  - Manon Lescaut
- Pietro Mascagni
  - Le maschere
  - Amica
  - Iris
  - Cavalleria rusticana
  - L'amico Fritz
- Ruggero Leoncavallo
  - Pagliacci
  - Zazà
  - Zingari
- Umberto Giordano
  - Fedora
- Francesco Cilea
  - Adriana Lecouvreur
  - Gloria
- Charles Gounod
  - Faust
- Gaetano Donizetti
  - Lucrezia Borgia
- Richard Wagner
  - Parsifal
  - La Valchiria
  - Lohengrin
- Lorenzo Perosi
  - La resurrezione di Lazzaro
- Luigi Mancinelli
  - Ero e Leandro
- Gaspare Spontini
  - La Vestale
- Alberto Franchetti
  - Cristoforo Colombo

## Discografia[7]
| 4230    | Siberia di U. Giordano: T'incontrai per via                       | Pathé              | 1904 |
| 4231    | Tosca di G. Puccini: E lucean le stelle                           | Pathé              | 1904 |
| 4232    | Occhi di fata di Denza                                            | Pathé              | 1904 |
| 4233    | Rigoletto di G. Verdi: Questa o quella                            | Pathé              | 1904 |
| 4234    | I Lombardi di G. Verdi: La mia letizia                            | Pathé              | 1904 |
| 4235    | Chpin di Orefice: O mia Bologna                                   | Pathé              | 1904 |
| 4236    | Chpin di Orefice: Io son un fior                                  | Pathé              | 1904 |
| 4237    | Fedora di U. Giordano: Amor ti vieta                              | Pathé              | 1904 |
| 4238    | Bohème di G. Puccini: In povertà mia lieta                        | Pathé              | 1904 |
| 4239    | Andrea Chénier di U. Giordano: Un dì all'azzurro spazio           | Pathé              | 1904 |
| 4240    | Andrea Chénier di U. Giordano: Come un bel dì                     | Pathé              | 1904 |
| 4241    | Tosca di G. Puccini: Recondita armonia                            | Pathé              | 1904 |
| 4242    | Tosca di G. Puccini: O dolci mani                                 | Pathé              | 1904 |
| 4243    | Andrea Chénier di U. Giordano: Si, fui soldato                    | Pathé              | 1904 |
| 4244    | Bohème di G. Puccini: Chi son?                                    | Pathé              | 1904 |
| 4260    | Bohème di G. Puccini: Ah Mimì, tu più non torni (con Titta Ruffo) | Pathé              | 1904 |
| XPh1742 | Tosca di G. Puccini: E lucevan le stelle                          | Fonotipia (Milano) | 1906 |
| XPh1795 | Rigoletto di G. Verdi: Questa o quella                            | Fonotipia (Milano) | 1906 |
| XPh1798 | Tess di D'Erlanger: Stanotte ho fatto un sogno                    | Fonotipia (Milano) | 1906 |
| XPh1799 | Tess di D'Erlanger: Il sogno è la coscienza                       | Fonotipia (Milano) | 1906 |
| XPh1800 | Tosca di G. Puccini: Recondita armonia                            | Fonotipia (Milano) | 1906 |
| XPh1801 | Tosca di G. Puccini: Tutti mattina                                | Fonotipia (Milano) | 1906 |
| XPh1804 | Siberia di U. Giordano: Orride steppe                             | Fonotipia (Milano) | 1906 |
| XPh1805 | Siberia di U. Giordano: T'incontrai per via                       | Fonotipia (Milano) | 1906 |
| XPh1806 | Fedora di U. Giordano: Amor ti vieta                              | Fonotipia (Milano) | 1906 |
| XPh1855 | Canzone guerresca di U. Giordani                                  | Fonotipia (Milano) | 1906 |
| 86386   | Rigoletto di G. Verdi: La donna è mobile                          | Fonotipia (Milano) | 1912 |
| 86387   | Tosca di G. Puccini: E lucevan le stelle                          | Fonotipia (Milano) | 1912 |
| 86388   | Pagliacci di R. Leoncavallo                                       | Fonotipia (Milano) | 1912 |
| 86389   | Occhi di fata di Denza                                            | Fonotipia (Milano) | 1912 |
| 86390   | Fanciulla del West di G. Puccini: Ch'ella mi creda                | Fonotipia (Milano) | 1912 |
| 86391   | Inno alla bandiera                                                | Fonotipia (Milano) | 1912 |
| 86392   | Mefistofele di Boito: Giunto sul passo estremo                    | Fonotipia (Milano) | 1912 |
| 86393   | I Lombardi di G. Verdi: La mia letizia                            | Fonotipia (Milano) | 1912 |
| 86394   | Tosca di G. Puccini: E lucevan le stelle                          | Fonotipia (Milano) | 1912 |
| 86395   | Grido di guerra di U. Giordano                                    | Fonotipia (Milano) | 1912 |
| 86396   | Manon Lescaut di G. Puccini: Tra voi, belle brune                 | Fonotipia (Milano) | 1912 |
| 86397   | Manon Lescaut di G. Puccini: Donna non vidi mai                   | Fonotipia (Milano) | 1912 |

## Tributi e omaggi
Dopo la morte di Amedeo Bassi, il suo archivio e i suoi cimeli sono stati donati dagli eredi al Comune di Montespertoli, dove il 30 novembre 2014 è stato inaugurato un museo a lui dedicato.
Ad Amedeo Bassi sono intitolati a Montespertoli anche una via, la locale Filarmonica e, dal 2010, un Festival musicale estivo.